# 12월 3일
12월 3일은 그레고리력으로 337번째(윤년일 경우 338번째) 날에 해당한다.

## 사건
- 915년 - 교황 요한 10세가 이탈리아의 베렌가리오 1세를 신성 로마 제국의 황제로 임명하다.
- 1952년 - 유엔 총회, 한국 전쟁 포로 문제에 관한 결의안 채택.
- 1800년 - 호엔리덴 전투에서 장 빅토르 마리 모로장군이 오스트리아군을 격파.
- 1909년 - 국민연설회가 발기했다.
- 1995년 - 전두환 전 대통령, 12·12 사태와 5·18 광주 민주화 운동 유혈 진압을 주도한 혐의로 구속 수감됨.
- 1997년 - IMF와 대한민국 정부간의 구제금융 협상이 타결되어, IMF 구제금융 사태가 시작되었다.
- 1997년 - 오타와 협약 조인.
- 2014년 -
  - 일본 가고시마현 다네가시마 우주센터에서 발사한 소행성 탐사기 하야부사 2가 우주궤도 진입에 성공하였다.
  - 남극 장보고과학기지에서 300km가량 떨어진 엘리펀트 모레인 청빙지역에서 운석을 발견하였다.
  - 영국 런던 한국전 참전기념비를 준공하였다.
- 2016년 - 대한민국 국회에서 박근혜 대통령의 탄핵 소추안이 발의되었다.
- 2024년 - 대한민국 대통령 윤석열이 계엄령을 선포했다.

## 문화
- 1921년 - 한글 학회가 창립됐다. 한글학회의 발상을 “1908년 8월 31일, 국어연구학회(國語硏究學會)” 로 고쳐 잡기로 결의하였다.
- 1973년 -
  - 파이어니어 10호, 목성에 접근.
  - 제1차 에너지 파동으로 인하여 대한민국 지상파 텔레비전 아침방송(KBS TV, TBC TV, MBC TV 등) 중단.
- 1987년 - 서울특별시와 충청북도 청주시를 잇는 중부고속도로가 완성및 개통되다.
- 1992년 - 세마그룹 소프트웨어 설계자 닐 팹워스(Neil Papworth)에 의해 세계 최초의 휴대전화 문자메시지 서비스(SMS)가 탄생하다.
- 1994년 - 소니 인터랙티브 엔터테인먼트의 게임 콘솔 플레이스테이션이 발매되다.

## 탄생
- 1368년 - 프랑스의 왕 샤를 6세. (~1422년)
- 1684년 - 덴마크, 노르웨이의 작가, 철학자, 소설가, 역사가, 극작가 루드비 홀베르. (~1754년)
- 1705년 - 조선 제20대 국왕 경종의 계비 선의왕후. (~1730년)
- 1706년 - 일본 에도 시대의 다이묘 나이토 마사키. (~1766년)
- 1800년 - 슬로베니아의 시인 프란체 프레셰렌. (~1849년)
- 1855년 - 대한민국의 독립운동가 이석영. (~1934년
- 1878년 - 일본의 한국학 연구자 다카하시 도루. (~1967년)
- 1879년 - 일본의 문학가 나가이 가후. (~1959년)
- 1880년 - 독일의 군인 페도어 폰 보크. (~1945년)
- 1886년 - 러시아의 비밀 경찰 야코프 페테르스. (~1938년)
- 1889년 - 한국전쟁 당시, 미군의 지휘관, 군인 월턴 워커. (~1950년)
- 1895년 - 중화민국의 군벌 성스차이. (~1970년)
- 1900년 - 오스트리아의 생화학자 리하르트 쿤. (~1967년)
- 1902년 - 일본의 무술가 이노우에 노리아키. (~1994년)
- 1909년 - 독일의 슈퍼센티네리언 샤를로테 크레치만. (~2024년)
- 1912년 - 대한민국의 소설가 최정희. (~1990년)
- 1919년 - 대한민국의 정치인 육인수. (~2001년)
- 1920년 - 대한민국의 시인 조지훈. (~1968년)
- 1922년 - 대한제국의 황손 이현. (~1996년)
- 1924년
  - 대한민국의 정치인 김원기. (~2001년)
  - 필리핀의 소설작가 프란시스코 시오닐 호세. (~2022년)
- 1927년 - 미국의 싱어송라이터 겸 영화배우 앤디 윌리엄스. (~2012년)
- 1930년
  - 대한민국의 정치인 임방현. (~2022년)
  - 프랑스의 영화 감독, 각본가 장뤽 고다르. (~2022년)
- 1933년 - 영국의 배우 니콜라스 코스터. (~2023년)
- 1934년
  - 대한민국의 정치인 겸 경제학자 김만제. (~2019년)
  - 대한민국 비전향장기수 리공순.
- 1936년 - 일본의 축구인 가와부치 사부로.
- 1937년 - 대한민국의 정치인 김정수.
- 1940년 - 일본의 사진가 시노야마 기신. (~2024년)
- 1943년 - 일본의 축구인 도미자와 기요시.
- 1948년
  - 대한민국의 성우 이성.
  - 잉글랜드의 가수 오지 오스본. (~2025년)
- 1949년 - 미국의 가수 겸 작곡가 미키 토머스.
- 1950년 - 일본의 가수 이루카.
- 1951년 - 바누아투의 외교관 겸 정치인 니케니케 부로바라부.
- 1952년 - 대한민국의 배우 김명곤.
- 1953년
  - 대한민국의 건축사, 정치인 김영종.
  - 대한민국의 공무원 정광수. (~2021년)
- 1954년 - 대한민국의 배우 양희경.
- 1955년
  - 아르헨티나의 전 축구 선수 알베르토 타란티니.
  - 캐나다의 웅변가, 배우, 사회복지사 멜로디 앤더슨.
- 1957년 - 대한민국의 기초의원 김영미. (~2024년)
- 1958년 - 대한민국의 정치인 김두관.
- 1959년 - 대한민국의 정치인 이영호.
- 1960년
  - 대한민국의 언론인 최민희.
  - 대한민국의 기업인 최태원.
  - 미국의 배우 줄리앤 무어.
- 1961년 - 대한민국의 전 야구 선수, 현 야구 코치 김성래.
- 1962년
  - 대한민국의 정치인 김경협.
  - 대한민국의 정치인 이원욱.
  - 일본의 배우 진보 사토시.
- 1963년 - 일본의 메카닉 디자이너, 일러스트레이터 카토키 하지메.
- 1965년 - 동독과 독일의 피겨 스케이팅 선수, 방송인 카타리나 비트.
- 1966년 - 대한민국의 성우 김일. (~2018년)
- 1967년
  - 대한민국의 경제인, 정치인 박수민.
  - 러시아의 축구 선수 알렉산드르 듀코프.
- 1968년 - 미국의 배우 브렌던 프레이저.
- 1969년 - 대한민국의 변호사 강용석.
- 1971년 - 캐나다의 배우 키건 코너 트레이시.
- 1972년 - 대한민국의 광역의회의원 최지현.
- 1973년 - 대한민국의 배우 권영경.
- 1975년 - 미국의 성우 힐러리 헤이그.
- 1976년
  - 대한민국의 기자 김필규.
  - 미국의 야구 선수 게리 글로버.
- 1977년
  - 대한민국의 야구코치 채종범.
  - 대한민국의 야구 선수 권영철.
- 1978년
  - 일본의 전 축구 선수 사카모토 고지.
  - 조선민주주의인민공화국의 역도 선수 리성희.
- 1979년 - 미국의 희극인, 배우 티파니 해디시.
- 1980년
  - 대한민국의 배우 박형수.
  - 미국의 배우 애나 클럼스키.
  - 미국의 배우, 안무가 제나 디완.
  - 일본의 배우, 모델 단 미츠.
- 1981년
  - 스페인의 축구 선수 다비드 비야.
  - 대한민국의 가수 김사랑.
  - 대한민국의 배우 김정운.
- 1982년
  - 대한민국의 가수 황치열.
  - 대한민국의 스키 점프 선수 최서우.
  - 가나의 전 축구 선수, 축구 지도자 마이클 에시엔.
- 1983년 - 대한민국의 축구 선수 권오규.
- 1984년 - 그리스의 축구 선수 아브람 파파도풀로스.
- 1985년
  - 미국의 배우 어맨다 사이프리드.
  - 대한민국의 레이싱 모델 윤한비.
- 1986년 - 대한민국의 보컬트레이너 장한별.
- 1987년 - 대한민국의 유도 선수 최광근.
- 1988년
  - 대한민국의 래퍼 도우 (에이젝스).
  - 대한민국의 배우 윤이나.
  - 대한민국의 레이싱 모델 한수지.
- 1989년 - 대한민국의 야구 선수 우동균.
- 1990년 - 벨기에의 축구 선수 크리스티앙 벤테케.
- 1991년
  - 대한민국의 래퍼 한요한.
  - 대한민국의 가수 신예영.
  - 대한민국의 가수 지유.
- 1992년
  - 대한민국의 배구 선수 이민규.
  - 대한민국의 야구 선수 최현정.
  - 이스라엘의 축구 선수 엘리 다사.
- 1993년
  - 대한민국의 가수 해수. (~2023년)
  - 대한민국의 가수 이현경.
- 1994년
  - 대한민국의 봅슬레이 선수 김민성.
  - 일본의 성우 세리자와 유우.
  - 일본의 가수 쿄모토 타이가.
  - 크로아티아의 유도 선수 바르바라 마티치.
- 1995년 - 일본의 가수 이리야마 안나.
- 1996년
  - 대한민국의 가수 배아현.
  - 대한민국의 배우 변서윤.
  - 홍콩의 학생운동가 아그네스 차우.
- 1997년
  - 대한민국의 가수 루 (네이처).
  - 대한민국의 뉴에이지 작곡가 Plum.
- 1998년 - 대한민국의 미스코리아 이화인.
- 1999년 - 일본의 가수 무라카와 비비안.
- 2000년
  - 대한민국의 야구 선수 이상영.
  - 대한민국의 야구 선수 노시환.
- 2002년 - 대한민국의 수영 선수 문승우.
- 2004년 - 대한민국의 온라인콘텐츠창작자 현지.
- 2014년 - 대한민국의 배우 박재준.

### 미상
- 대한민국의 독립운동가, 교육자, 정치인 이시영. (~1953년)
- 대한민국의 가수 슬로재머.

## 사망
- 1610년 - 일본의 센고쿠 시대 무장 혼다 다다카쓰. (1548년~)
- 1784년 - 영국의 시인, 평론가 새뮤엘 존슨. (1709년~)
- 1894년 - 영국의 소설가, 시인 로버트 루이스 스티븐슨. (1850년~)
- 1993년 - 대한민국의 군인, 정치인 김동하. (1918년~)
- 1996년 - 아프간의 정치인 바브라크 카르말. (1929년~)
- 1999년 - 미국의 배우 매들린 칸. (1942년~)
- 2001년 - 대한민국의 정치인 김재홍. (1932년~)
- 2014년 - 영국의 음악가 이언 맥라건. (1945년~)
- 2015년 - 미국의 가수 스콧 와일랜드. (1967년~)
- 2016년 - 대한민국의 군인 겸 대통령 비서실장 김계원. (1923년~)
- 2018년 - 조선민주주의인민공화국의 정치인 김철만. (1920년~)
- 2019년
  - 대한민국의 문화기관단체인 차길진. (1947년~)
  - 대한민국의 배우 차인하. (1992년~)
- 2020년 - 캐나다의 작곡가 앙드레 가뇽. (1936년~)
- 2021년
  - 대한민국의 사회운동가 이태복. (1950년~)
  - 일본의 성우 야나미 조지. (1931년~)
- 2023년
  - 대한민국의 군인, 영화 감독 김수용. (1929년~)
  - 대한민국의 출판인 윤형두. (1935년~)
- 2024년 - 대한민국의 정치인 송달용. (1934년~)

## 기념일
- 소비자의 날: 대한민국
- 세계 장애인의 날
- 바스크어의 날(International Day of the Basque Language)

## 같이 보기
- 전날: 12월 2일 다음날: 12월 4일 - 전달: 11월 3일 다음달: 1월 3일
- 음력: 12월 3일
- 모두 보기